# Pristimantis signifer
Pristimantis signifer là một loài động vật lưỡng cư trong họ Strabomantidae, thuộc bộ Anura. Loài này được Ruiz-Carranza, Lynch, & Ardila-Robayo miêu tả khoa học đầu tiên năm 1997.